# Chaumard (Nièvre)
Chaumard és un municipi francès, situat al departament del Nièvre i a la regió de Borgonya - Franc Comtat. L'any 2007 tenia 226 habitants.

## Demografia

### Població
El 2007 la població de fet de Chaumard era de 226 persones. Hi havia 116 famílies, de les quals 44 eren unipersonals (24 homes vivint sols i 20 dones vivint soles), 60 parelles sense fills i 12 parelles amb fills.
La població ha evolucionat segons el següent gràfic:
Habitants censats

### Habitatges
El 2007 hi havia 386 habitatges, 122 eren l'habitatge principal de la família, 239 eren segones residències i 25 estaven desocupats. 375 eren cases i 10 eren apartaments. Dels 122 habitatges principals, 110 estaven ocupats pels seus propietaris, 5 estaven llogats i ocupats pels llogaters i 8 estaven cedits a títol gratuït; 2 tenien una cambra, 22 en tenien dues, 27 en tenien tres, 29 en tenien quatre i 43 en tenien cinc o més. 111 habitatges disposaven pel capbaix d'una plaça de pàrquing. A 65 habitatges hi havia un automòbil i a 37 n'hi havia dos o més.

### Piràmide de població
La piràmide de població per edats i sexe el 2009 era:
| Homes | Edats   | Dones |
| ----- | ------- | ----- |
| 0     | 95 o +  | 0     |
| 0     | 90 a 94 | 0     |
| 0     | 85 a 89 | 8     |
| 0     | 80 a 84 | 8     |
| 8     | 75 a 79 | 8     |
| 4     | 70 a 74 | 8     |
| 20    | 65 a 69 | 32    |
| 8     | 60 a 64 | 4     |
| 12    | 55 a 59 | 8     |
| 20    | 50 a 54 | 16    |
| 4     | 45 a 49 | 12    |
| 8     | 40 a 44 | 12    |
| 0     | 35 a 39 | 0     |
| 0     | 30 a 34 | 0     |
| 0     | 25 a 29 | 0     |
| 4     | 20 a 24 | 0     |
| 4     | 15 a 19 | 0     |
| 0     | 10 a 14 | 4     |
| 0     | 5 a 9   | 0     |
| 0     | 0 a 4   | 0     |

## Economia
El 2007 la població en edat de treballar era de 119 persones, 64 eren actives i 55 eren inactives. De les 64 persones actives 57 estaven ocupades (35 homes i 22 dones) i 7 estaven aturades (5 homes i 2 dones). De les 55 persones inactives 29 estaven jubilades, 4 estaven estudiant i 22 estaven classificades com a «altres inactius».

### Ingressos
El 2009 a Chaumard hi havia 122 unitats fiscals que integraven 226 persones, la mediana anual d'ingressos fiscals per persona era de 17.877 €.

### Activitats econòmiques
Dels 11 establiments que hi havia el 2007, 1 era d'una empresa extractiva, 1 d'una empresa de construcció, 3 d'empreses de comerç i reparació d'automòbils, 1 d'una empresa de transport, 3 d'empreses d'hostatgeria i restauració i 2 d'empreses immobiliàries.
Dels 3 establiments de servei als particulars que hi havia el 2009, 1 era una lampisteria i 2 agències immobiliàries.
L'únic establiment comercial que hi havia el 2009 era una botiga de menys de 120 m².
L'any 2000 a Chaumard hi havia 6 explotacions agrícoles.

## Poblacions més properes
El següent diagrama mostra les poblacions més properes.